# Xanthosoma maroae
Xanthosoma maroae är en kallaväxtart som beskrevs av George Sydney Bunting. Xanthosoma maroae ingår i släktet Xanthosoma och familjen kallaväxter. Inga underarter finns listade.